# Cylindrepomus biconjunctus
Cylindrepomus biconjunctus là một loài bọ cánh cứng trong họ Cerambycidae.